# Temporada 1984 de la NFL
La Temporada 1984 de la NFL fue la 65.ª en la historia de la NFL. Los Colts se trasladaron de Baltimore, Maryland a Indianápolis, Indiana antes de la temporada. La nueva casa de los Colts fue la Hoosier Dome. Los New York Jets se movieron sus partidos de local del Shea Stadium en la ciudad de Nueva York a Giants Stadium en East Rutherford, Nueva Jersey.
La temporada finalizó con el Super Bowl XIX cuando los San Francisco 49ers derrotaron a los Miami Dolphins. Este fue el primer Super Bowl televisado por ABC, que entró en la rotación anual de juego de campeonato con CBS y NBC. Este juego marcó la segunda distancia más corta entre el estadio anfitrión del Super Bowl (Stanford, California) y un equipo de Super Bowl (San Francisco 49ers).
Los 49ers se convirtieron en el primer equipo en la historia de la NFL en ganar 15 juegos en una temporada regular y 18 para ganar en una temporada completa (incluyendo la postemporada). Además, dos de los principales registros ofensivos se establecieron en esta temporada, con el quarterback Dan Marino se estableció un nuevo récord de yardas en una nueva temporada con 5.084 (posteriormente roto por Drew Brees y Tom Brady en 2011. Posteriormente sería roto nuevamente por Peyton Manning en el 2013 con 5.477 yardas. Eric Dickerson estableció una nueva marca, para una sola temporada, de yardas terrestres con 2.105.
Asimismo, durante la temporada, el Wide receiver de los San Diego Chargers, Charlie Joiner se convirtió en el líder de todos los tiempos en recepciones en su carrera en un juego entre los Chargers y los Steelers en el Three Rivers Stadium.
Los salarios aumentaron significativamente en las últimas dos temporadas en la NFL, casi un cincuenta por ciento, encabezando la lista quarterback Warren Moon con $ 1,1 millones.

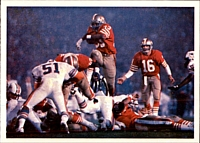
Los 49ers contra los Dolphins en el Super Bowl XIX

## Temporada regular
V = Victorias, D = Derrotas, E = Empates, CTE = Cociente de victorias [V+(E/2)]/(V+D+E), PF= Puntos a favor, PC = Puntos en contra
| Clasificado para los playoffs |

| Miami Dolphins(1)    | 14 | 2  | 0 | .875 | 513 | 298 |
| New England Patriots | 9  | 7  | 0 | .563 | 362 | 352 |
| New York Jets        | 7  | 9  | 0 | .438 | 332 | 364 |
| Indianapolis Colts   | 4  | 12 | 0 | .250 | 239 | 414 |
| Buffalo Bills        | 2  | 14 | 0 | .125 | 250 | 454 |

| Pittsburgh Steelers(3) | 9 | 7  | 0 | .563 | 387 | 310 |
| Cincinnati Bengals     | 8 | 8  | 0 | .500 | 339 | 339 |
| Cleveland Browns       | 5 | 11 | 0 | .313 | 250 | 297 |
| Houston Oilers         | 3 | 13 | 0 | .188 | 240 | 437 |

| Denver Broncos(2)      | 13 | 3 | 0 | .813 | 353 | 241 |
| Seattle Seahawks(4)    | 12 | 4 | 0 | .750 | 418 | 282 |
| Los Angeles Raiders(5) | 11 | 5 | 0 | .688 | 368 | 278 |
| Kansas City Chiefs     | 8  | 8 | 0 | .500 | 314 | 324 |
| San Diego Chargers     | 7  | 9 | 0 | .438 | 394 | 413 |

| Washington Redskins(2) | 11 | 5 | 0 | .688 | 426 | 310 |
| New York Giants(5)     | 9  | 7 | 0 | .563 | 299 | 301 |
| St. Louis Cardinals    | 9  | 7 | 0 | .563 | 423 | 345 |
| Dallas Cowboys         | 9  | 7 | 0 | .563 | 308 | 308 |
| Philadelphia Eagles    | 6  | 9 | 1 | .406 | 278 | 320 |

| Chicago Bears(3)     | 10 | 6  | 0 | .625 | 325 | 248 |
| Green Bay Packers    | 8  | 8  | 0 | .500 | 390 | 309 |
| Tampa Bay Buccaneers | 6  | 10 | 0 | .375 | 335 | 380 |
| Detroit Lions        | 4  | 11 | 1 | .281 | 283 | 408 |
| Minnesota Vikings    | 3  | 13 | 0 | .188 | 276 | 484 |

| San Francisco 49ers(1) | 15 | 1  | 0 | .938 | 475 | 227 |
| Los Angeles Rams(4)    | 10 | 6  | 0 | .625 | 346 | 316 |
| New Orleans Saints     | 7  | 9  | 0 | .438 | 298 | 361 |
| Atlanta Falcons        | 4  | 12 | 0 | .250 | 281 | 382 |

### Desempates
- N.Y. Giants finalizó por delante de St. Louis y Dallas en la NFC Este basado en enfrentamientos directos (3–1 contra 2–2 de los Cardinals y 1–3 de los Cowboys).
- St. Louis finalizó por delante de Dallas en la NFC Este basado en un mejor registro de division (5–3 contra 3–5 de los Cowboys).

## Postemporada
|  | Ronda Wild Card             | Ronda Wild Card             | Ronda Wild Card             |                      |                      | Ronda Divisional              | Ronda Divisional              | Ronda Divisional              |                      |                      | Finales de Conferencia       | Finales de Conferencia       | Finales de Conferencia       |  |  | Super Bowl                   | Super Bowl                   | Super Bowl                   |
|  |                             |                             |                             |                      |                      |                               |                               |                               |                      |                      |                              |                              |                              |  |  |                              |                              |                              |
|  |                             |                             |                             |                      |                      | 30 de Dic - Mile High Stadium |                               |                               |                      |                      |                              |                              |                              |  |  |                              |                              |                              |
|  |                             |                             |                             |                      |                      | 3                             | Pittsburgh                    | 24                            |                      |                      |                              |                              |                              |  |  |                              |                              |                              |
|  | 22 de Dic - Kingdome        | 22 de Dic - Kingdome        | 22 de Dic - Kingdome        |                      |                      | 2                             | Denver                        | 17                            |                      |                      | 6 de Ene - Miami Orange Bowl | 6 de Ene - Miami Orange Bowl | 6 de Ene - Miami Orange Bowl |  |  |                              |                              |                              |
|  | 5                           | L.A. Raiders                | 7                           |                      | Ronda Divisional AFC | Ronda Divisional AFC          | Ronda Divisional AFC          |                               |                      | 3                    | Pittsburgh                   | 28                           |                              |  |  |                              |                              |                              |
|  | 4                           | Seattle                     | 13                          |                      |                      | 29 de Dic - Miami Orange Bowl | 29 de Dic - Miami Orange Bowl | 29 de Dic - Miami Orange Bowl |                      |                      | 1                            | Miami                        | 45                           |  |  |                              |                              |                              |
|  | Ronda Wild Card AFC         | Ronda Wild Card AFC         | Ronda Wild Card AFC         | 4                    | Seattle              | 10                            |                               |                               | Campeonato de la AFC | Campeonato de la AFC | Campeonato de la AFC         |                              |                              |  |  |                              |                              |                              |
|  |                             |                             |                             |                      |                      | 1                             | Miami                         | 31                            |                      |                      |                              |                              |                              |  |  | 20 de Ene - Stanford Stadium | 20 de Ene - Stanford Stadium | 20 de Ene - Stanford Stadium |
|  |                             |                             |                             |                      |                      |                               |                               |                               |                      |                      |                              |                              |                              |  |  | A1                           | Miami                        | 16                           |
|  |                             |                             |                             |                      |                      | 30 de Dic - RFK Stadium       | 30 de Dic - RFK Stadium       | 30 de Dic - RFK Stadium       |                      |                      |                              |                              |                              |  |  | N1                           | San Francisco                | 38                           |
|  |                             |                             |                             |                      |                      | 3                             | Chicago                       | 23                            |                      |                      |                              |                              |                              |  |  | Super Bowl XIX               | Super Bowl XIX               | Super Bowl XIX               |
|  | 23 de Dic - Anaheim Stadium | 23 de Dic - Anaheim Stadium | 23 de Dic - Anaheim Stadium |                      |                      | 2                             | Washington                    | 19                            |                      |                      | 6 de Ene - Candlestick Park  | 6 de Ene - Candlestick Park  | 6 de Ene - Candlestick Park  |  |  |                              |                              |                              |
|  | 5                           | N.Y. Giants                 | 16                          | Ronda Divisional NFC | Ronda Divisional NFC | Ronda Divisional NFC          |                               |                               | 3                    | Chicago              | 0                            |                              |                              |  |  |                              |                              |                              |
|  | 4                           | L.A. Rams                   | 13                          |                      |                      | 29 de Dic – Candlestick Park  | 29 de Dic – Candlestick Park  | 29 de Dic – Candlestick Park  |                      |                      | 1                            | San Francisco                | 23                           |  |  |                              |                              |                              |
|  | Ronda Wild Card NFC         | Ronda Wild Card NFC         | Ronda Wild Card NFC         | 5                    | N.Y. Giants          | 10                            |                               |                               | Campeonato de la NFC | Campeonato de la NFC | Campeonato de la NFC         |                              |                              |  |  |                              |                              |                              |
|  |                             |                             |                             |                      |                      | 1                             | San Francisco                 | 21                            |                      |                      |                              |                              |                              |  |  |                              |                              |                              |

## Premios anuales
Al final de temporada se entregan diferentes premios reconociendo el valor del jugador durante la temporada entera.
| Premio                     | Ganador         | Posición         | Equipo              |
| -------------------------- | --------------- | ---------------- | ------------------- |
| Jugador más valioso        | Dan Marino      | Quarterback      | Miami Dolphins      |
| Jugador ofensivo del año   | Dan Marino      | Quarterback      | Miami Dolphins      |
| Jugador defensivo del año  | Kenny Easley    | Safety           | Seattle Seahawks    |
| Entrenador del año         | Chuck Knox      | Head Coach       | Seattle Seahawks    |
| Novato ofensivo del año    | Louis Lipps     | Wide receiver    | Pittsburgh Steelers |
| Novato defensivo del año   | Bill Maas       | Defensive tackle | Kansas City Chiefs  |
| Regreso del año            | John Stallworth | Wide receiver    | Pittsburgh Steelers |
| Hombre del Año             | Marty Lyons     | Defensive tackle | New York Jets       |
| Jugador más valioso del SB | Joe Montana     | Quarterback      | San Francisco 49ers |